# H2O: Just Add Water
H₂O: Just Add Water és una sèrie de televisió australiana juvenil, transmesa en més d’un centenar de països de tot el món. La sèrie va ser nominada per al premi 2007 Logia al «programa més destacat per a nens», així com el 2007 Nickelodeon Kids' Choice Award per al «millor programa de televisió» del Regne Unit.

## Argument
Na Rikki, n’Emma i na Cleo són tres noies de setze anys que viuen el seu dia a dia a les platges de la Gold Coast. Na Rikki (Cariba Heine) és una noia rebel nouvinguda, n’Emma (Claire Holt) és l'esportista del grup i la més sensata i na Cleo (Phoebe Tonkin) és de personalitat tímida i insegura.
Per culpa d’una broma, les noies es troben un dia perdudes a la mar, surant cap a la misteriosa Illa de Mako. Les tres noies decideixen explorar la misteriosa selva que cobreix l’illa i resten atrapades en una caverna a l’interior d’un antic volcà. Descobreixen un canal submarí, i decideixen nadar-hi per a cercar la sortida. En eixir a la superfície, la llum d’una lluna plena il·lumina l’aigua, creant una preciosa resplendor.
Na Rikki, n’Emma i na Cleo surten de l’illa el més de pressa que poden i tornen a la vida «normal». Tanmateix, les noies descobreixen que la seva vida no tornarà a ser normal, ja que entre 5 i 10 segons després de tocar l’aigua, es converteixen en sirenes. A més, descobreixen que tenen poders sobrenaturals. Na Rikki la pot evaporar, n’Emma pot congelar l'aigua i na Cleo la pot controlar, podent fer-ne formes, fer litres partint d’una sola gota i fins i tot moure-la per l'aire.
Les noies comptaran amb l’ajuda del seu amic Lewis, que es considera a si mateix un científic, i que les ajudarà a descobrir el secret que hi ha darrere de les seves transformacions. Ell és molt amic d’elles, però té una relació més estreta amb na Cleo.